# گروه دال

## تاریخچهٔ گروه
گروه دال، در اسفند ۱۳۹۲ با انتشار تک آهنگ «تک آوازم را می‌رقصیدی» فعالیت خود را شروع کرد. دال در سال ۱۳۹۳ چند تک آهنگ دیگر در فضای مجازی منتشر کرد؛ در همان سال قطعهٔ «طعم شیرین خیال» را برای تیتراژ فیلمی با همین نام از کمال تبریزی ساخت.
نام این گروه با توجه به سابقه دوستی ۱۰ ساله اعضای آن با یکدیگر، از اولین حرف کلمه دوستی یعنی «دال» گرفته شده است.
اولین آلبوم این گروه با نام «گذر اردیبهشت» در سی‌ودومین جشنواره موسیقی فجر، برنده لوح تقدیر بهترین موسیقی تلفیقی سال و همچنین نامزد جایزه «باربد» در بخش آهنگ‌سازی و موسیقی تلفیقی شد. تیتراژ سریال آچمز از جمله آثار این گروه است.
دال‌بند نتیجه همکاری هنرمندان جوانی مانند امین هدایتی (خواننده)، شایان شکرابی (نوازنده پیانو)، یزدان بهمنی و میلاد سعدی (نوازندگان سازهای کوبه‌ای)، آرش آذر (نوازنده بالابان و دودوک)، مهرداد عالمی (نوازنده ویولنسل) و غزل مهدوی (ترانه‌سرا) است.
اولین آلبوم گروه دال با نام «گذر اردیبهشت» در بهار سال ۱۳۹۵ منتشر شد. این موسیقی در سی‌ودومین جشنوارهٔ موسیقی فجر، برندهٔ لوح تقدیر بهترین موسیقی تلفیقی سال و همچنین نامزد جایزهٔ «باربد» در بخش آهنگسازی شد. گروه دال همچنین با انتخاب مردم، برندهٔ جایزهٔ بهترین آلبوم تلفیقی سال در پنجمین جشن سالانهٔ موسیقی ما شد.

### گذر اردیبهشت (آلبوم)
اولین آلبوم گروه دال به نام گذر اردیبهشت بیشتر محتوایی عاشقانه دارد و همچنین به موضوع صلح در دنیا پرداخته است. گذر اردیبهشت پرفروش‌ترین آلبوم تلفیقی سال ۱۳۹۵ شد و جایزهٔ باربد را به خاطر بهترین آهنگسازی موسیقی تلفیقی دریافت کرد.

### کلاغ سفید (آلبوم)
دومین آلبوم گروه دال، «کلاغ سفید» بود، که مضمونی اجتماعی دارد. در این آلبوم به موضوعاتی چون مهاجرت، صلح و حق آواز خواندن زنان پرداخته شده است. همچنین، همزمان با انتشار این اثر، کلیپی با نام نیمه‌ی خاموش منتشر شد که در اعتراض به ممنوعیت آواز خواندن زنان در ایران تلقی شده است. آلبوم کلاغ سفید عنوان بهترین آلبوم تلفیقی سال ۱۳۹۶ از نگاه مخاطبان را در پنجمین جشن سالانهٔ موسیقی ما از آن خود کرد.

## اعضای فعلی گروه
- امین هدایتی (خواننده)
- شایان شکرآبی (آهنگساز و نوازندهٔ پیانو)
- غزل مهدوی (شاعر و ترانه‌سرا)
- یزدان بهمنی (سازهای هندپن و کوبه‌ای)
- میلاد سعدی (سازهای کوبه‌ای)
- فرشاد رضایی (گیتار بیس)
- آرش آذر (دودوک)

## آثار

### آلبوم‌ها
- آلبوم گذر اردیبهشت
- آلبوم کلاغ سفید

### تک‌آهنگ‌ها
- آوازم را می‌رقصیدی (با همراهی داریوش آذر) - اسفند ۹۲[۱۳]
- گذر اردیبهشت
- شکوفه‌های زیتون[۱۴]
- طعم شیرین خیال (تیتراژ فیلم طعم شیرین خیال با کارگردانی کمال تبریزی)
- فصل آخر[۱۵]
- نیمهٔ خاموش (با همراهی میلاد درخشانی)[۱۶]
- لحظه‌ها (ریمیکس)[۱۷]
- در دست باد (تیتراژ سریال آرماندو)[۱۸]
- آدم (تیتراژ سریال آچمز)[۱۹]
- پرواز تهران شیراز[۲۰]
- هم‌آواز[۲۱]
- ۹۸[۲۲]